# Diga di Mattmark
La diga di Mattmark è una diga di pietra situata in Svizzera, nel canton Vallese nella Saastal.

## Descrizione
Ha un'altezza di 120 metri e il coronamento è lungo ben 780 metri. Il volume della diga è di 10.500.000 metri cubi, la più voluminosa della Svizzera.
Il bacino creato dallo sbarramento, il Mattmarksee ha un volume massimo di 101 milioni di metri cubi, una lunghezza di 3 km e un'altitudine massima di 2197 m s.l.m. Lo sfioratore ha una capacità di 150 metri cubi al secondo.
Le acque del lago vengono sfruttate dall'azienda Kraftwerke Mattmark AG di Saas-Grund.

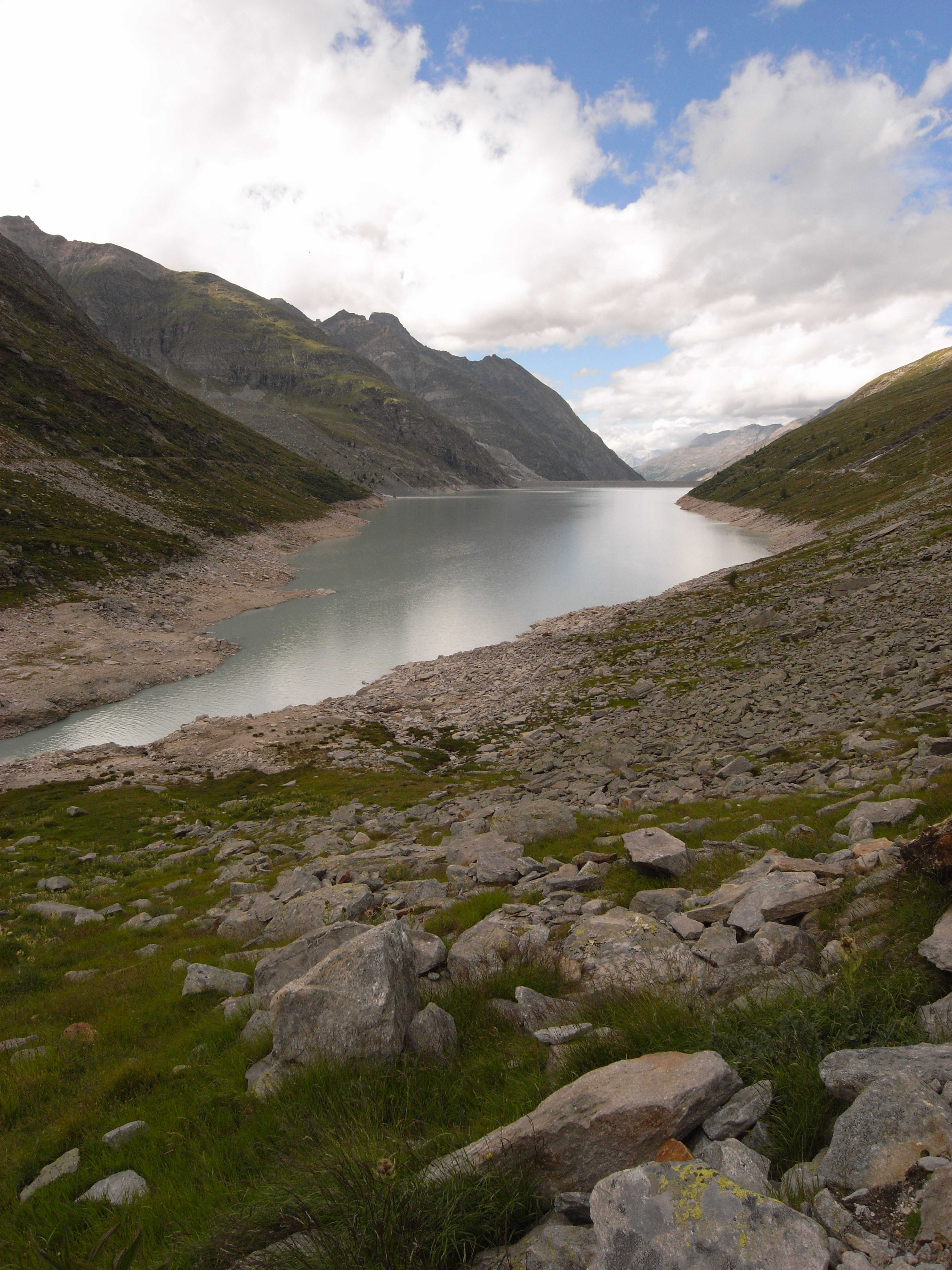
Il lago

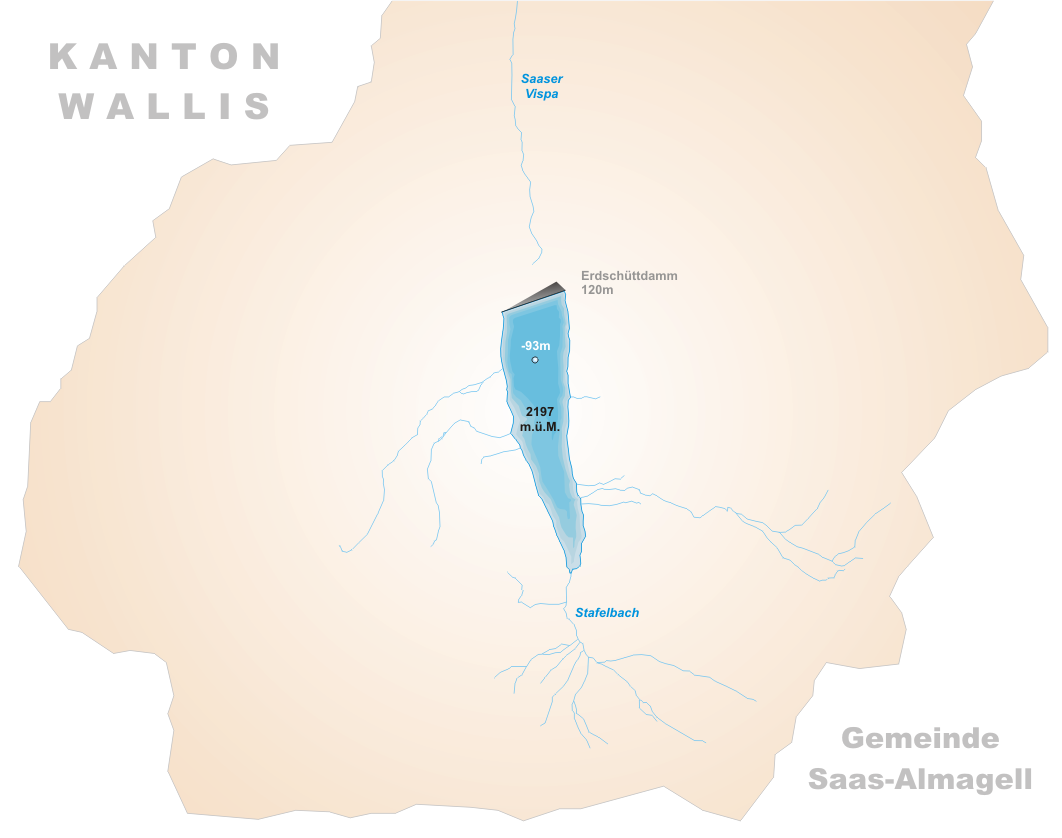
Mappa del lago

## La sciagura di Mattmark
Il 30 agosto del 1965 il ghiacciaio dell'Allalin si staccò in blocco e cadde nel lago; nella sciagura perirono 88 operai che lavoravano alla costruzione della diga.